# Joel Martínez
Francisc Joel Martínez Vilar (* 31. Dezember 1988) ist ein andorranischer Fußballspieler.
Martinez spielte seit 2005 für den andorranischen Fußballverein UE Sant Julià. Für die Nationalmannschaft Andorras kam er 2007 zu seinem einzigen Einsatz.